# Saint-Marcel-Paulel
Saint-Marcel-Paulel è un comune francese di 462 abitanti situato nel dipartimento dell'Alta Garonna nella regione dell'Occitania.

## Società

### Evoluzione demografica
Abitanti censiti

## Monumenti

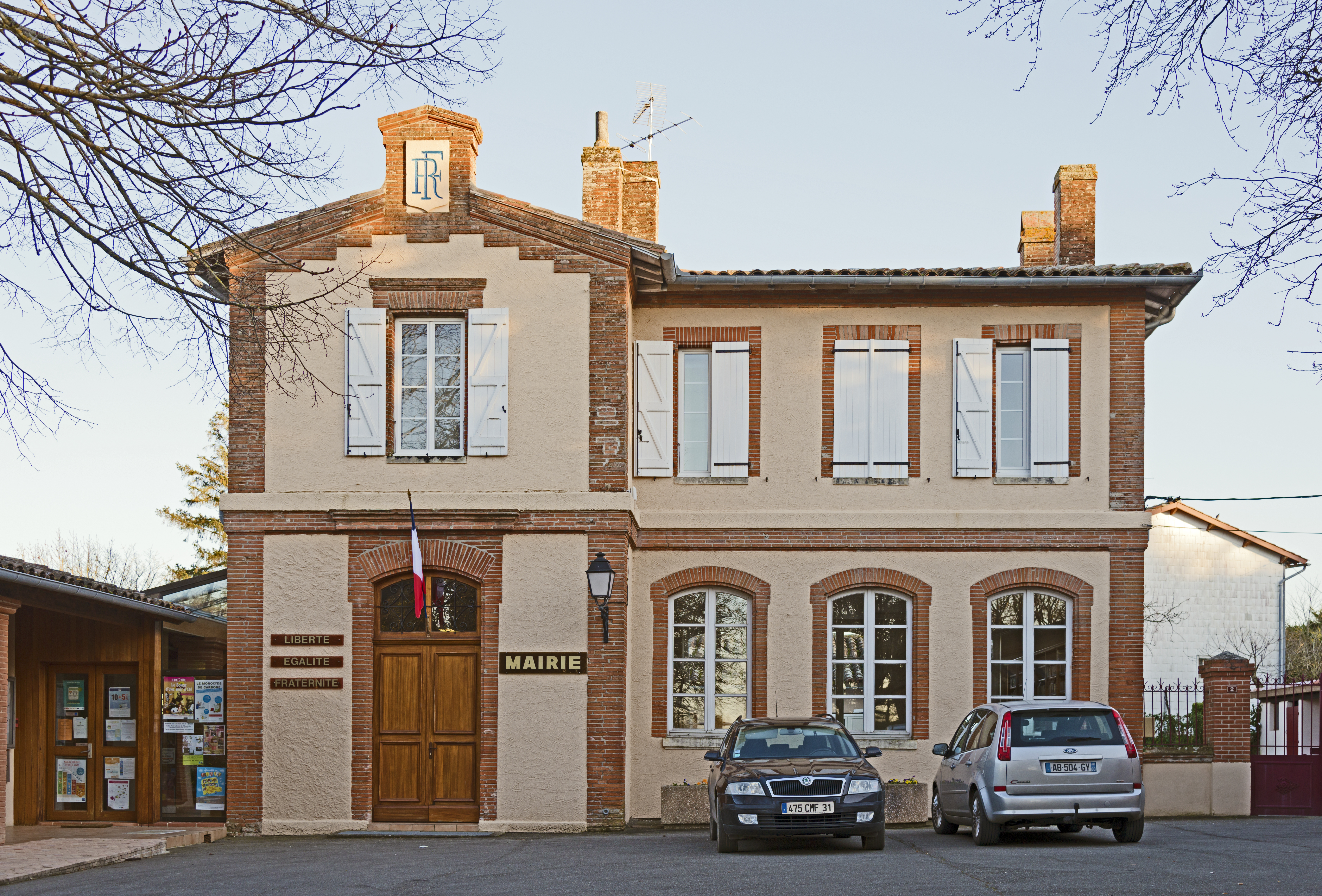
Il municipio.
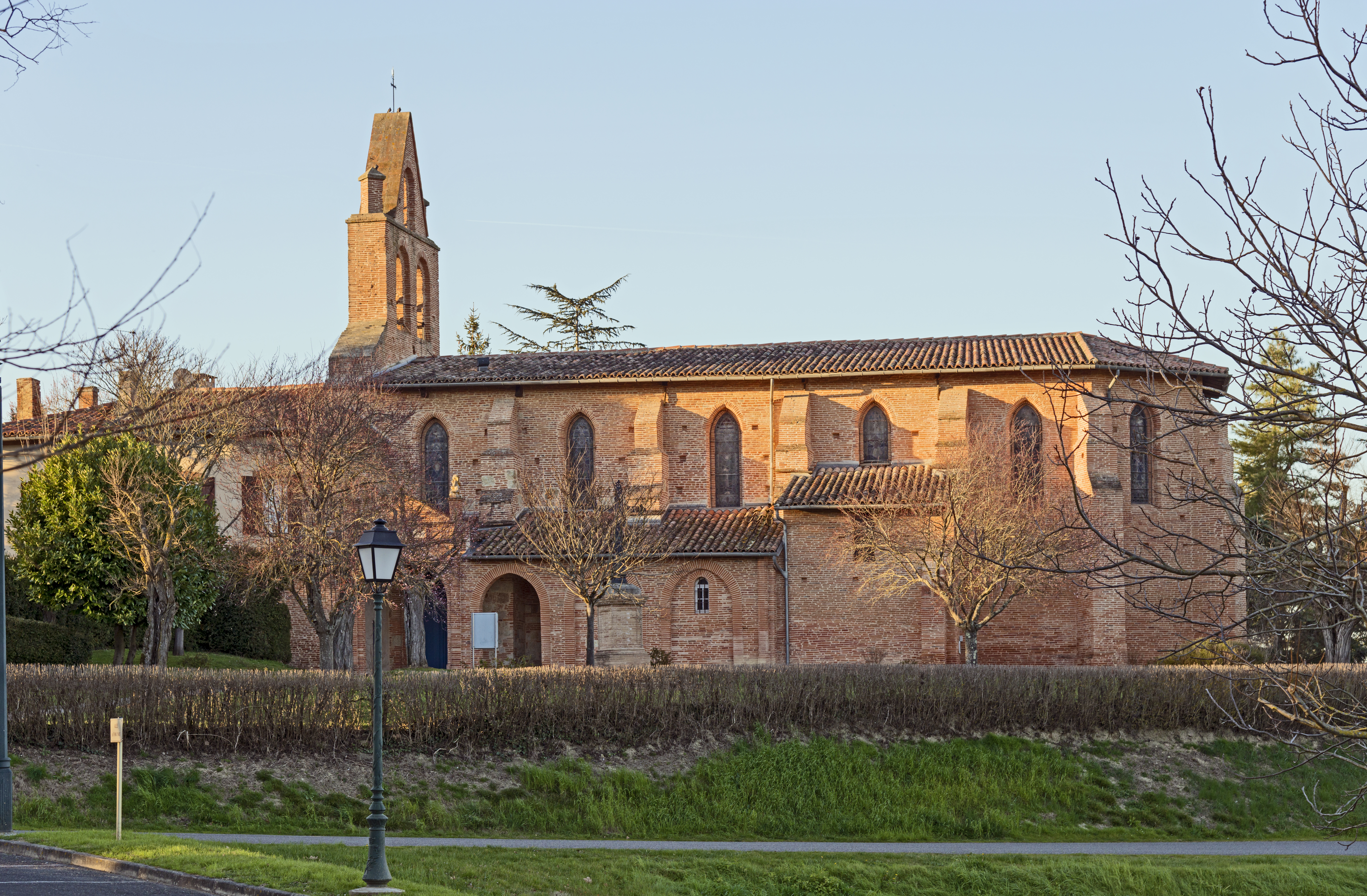
Chiesa Saint-Pierre
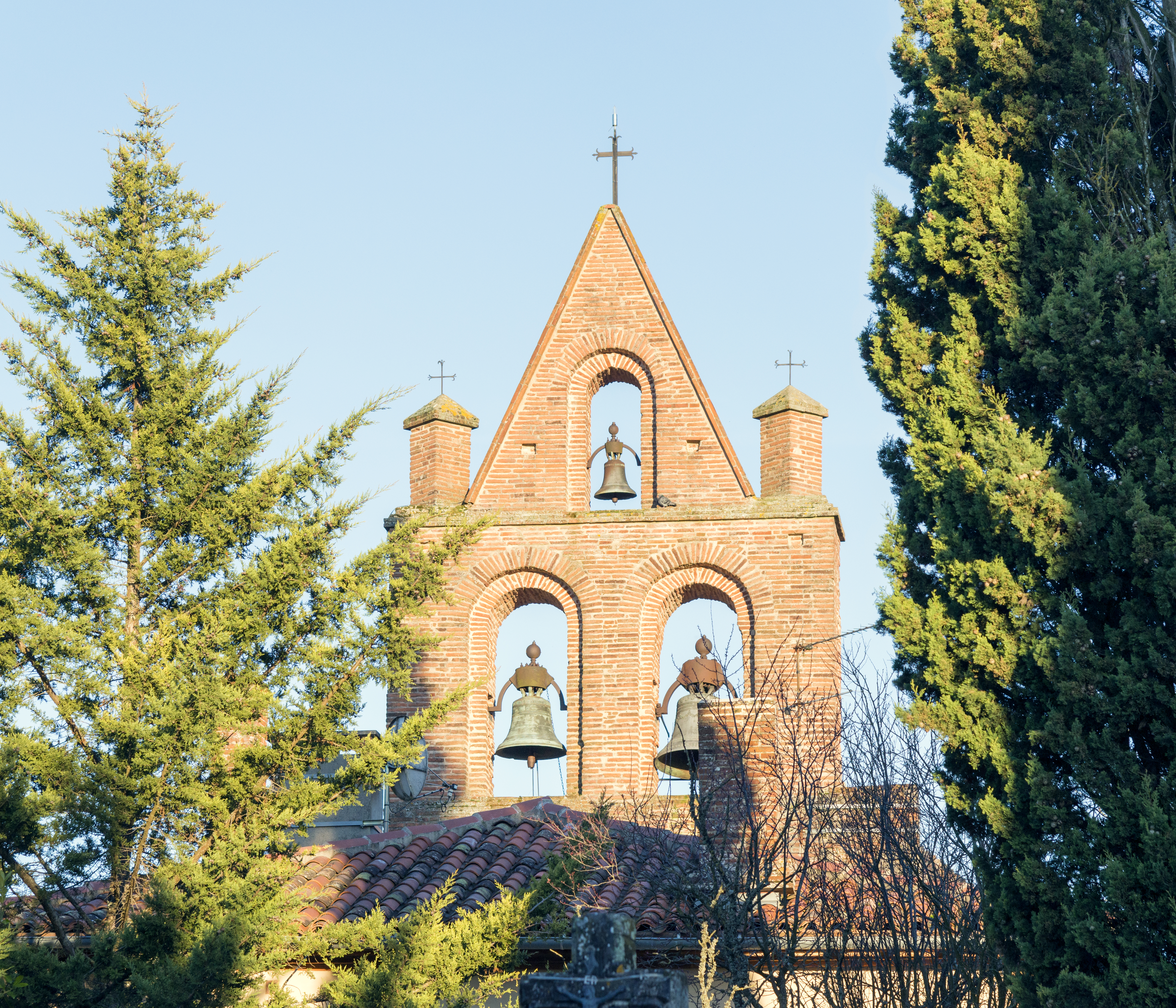
Chiesa Saint-Pierre, campanile
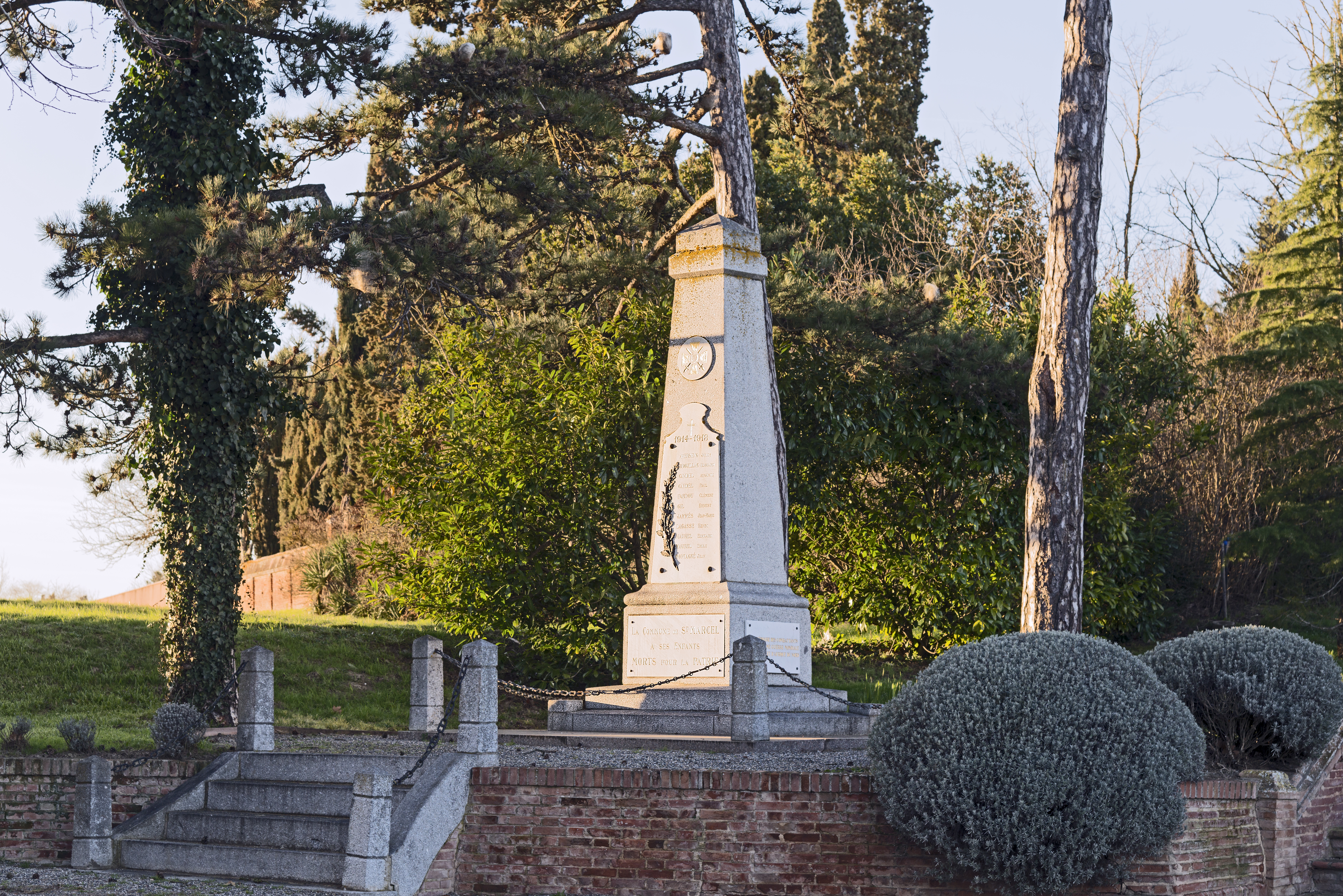
Monumento ai caduti.